# Eva von Lüttich

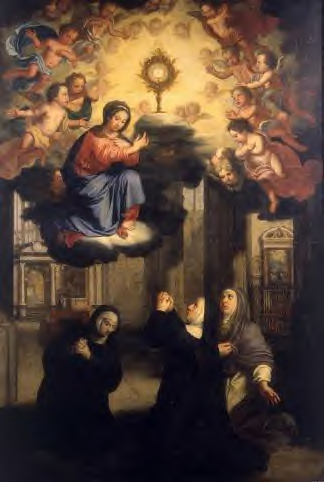
Englebert Fisen: Eucharistische Vision Julianas von Lüttich, Evas von Lüttich und Isabelles de Huy (Ölgemälde, 1690)

Eva von Lüttich (* um 1190; † 1265 in Lüttich, Belgien) ist eine Selige der römisch-katholischen Kirche. Sie war eine Reklusin und trat zusammen mit Juliana von Lüttich (auch: Juliana von Kornelienberg; 1192–1258) für die öffentliche Prozession am Fronleichnamsfest ein.

## Leben
Nach einem kurzen weltlichen Leben folgte Eva dem Rat ihrer Freundin Juliana von Lüttich und ließ sich an der Martinskirche in Lüttich einschließen; „Sie lebte in ihrer Zelle ganz der Anbetung des Allerheiligsten; daneben verfertigte sie Paramente für die Kirche. Juliana besuchte ihre eingeschlossene Freundin Eva regelmäßig und teilte ihr ihre Visionen und ihr großes Verlangen mit, es möchte doch das heiligste Altarssakrament noch viel mehr als bisher verehrt und verherrlicht werden.“ (vergleiche) Gemeinsam mit ihrer Freundin, die eine Augustiner Chorfrau war, setzte sich Eva für die Einführung und Verbreitung des Fronleichnamfestes ein. Auch nach dem Tode Julianas setzte sie ihre Bestrebungen fort. Papst Urban IV. (1261–1264) schrieb ihr 1264 den Brief „Scimus, o Filia“, er würdigte ihren Einsatz und kündigte an, das Fronleichnamsfest einzuführen. Noch im gleichen Jahr wurde das „Hochfest des Leibes und Blutes Christ“ für die gesamte katholische Kirche angeordnet (vergleiche Päpstliche Bulle: Transiturus de hoc mundo vom 11. August 1264).

## Verehrung

Statue in St. Martin
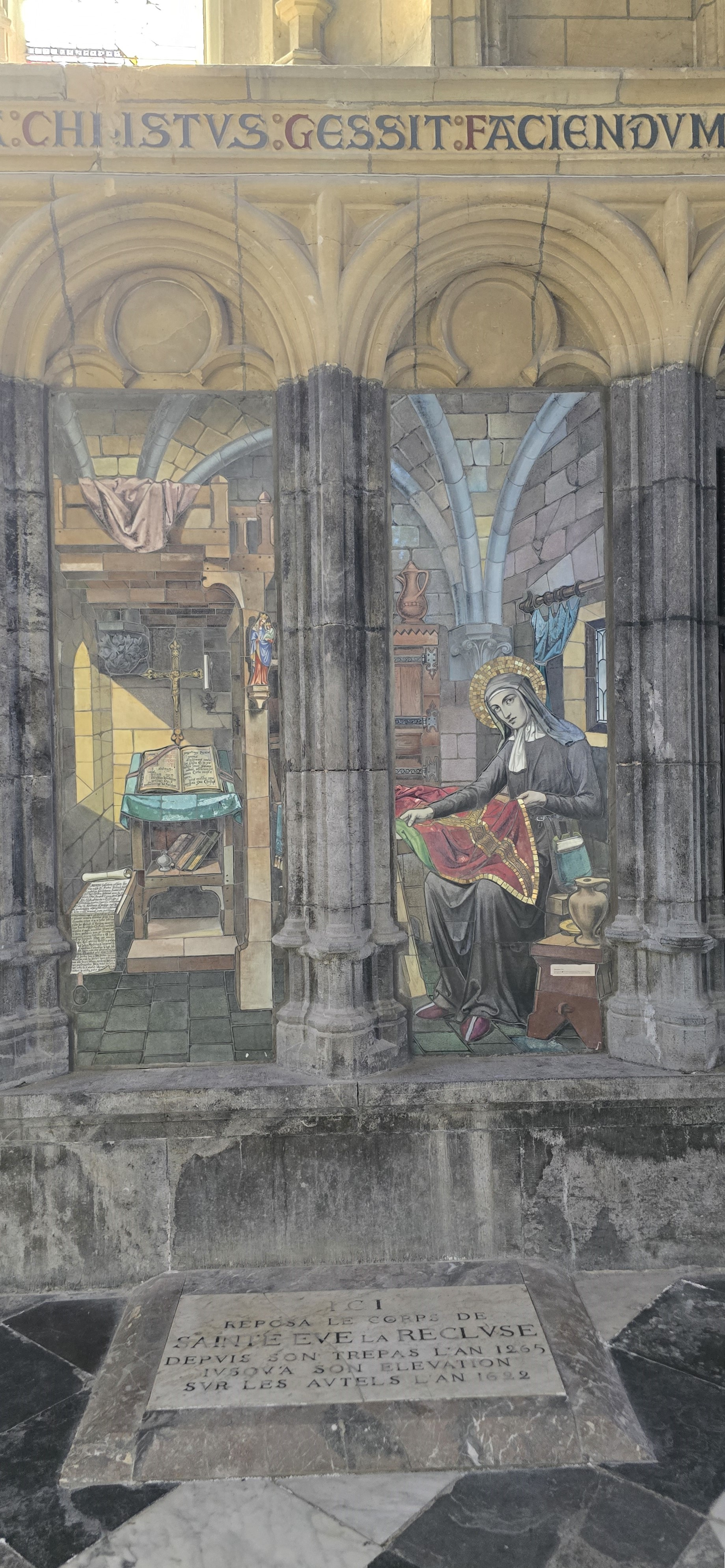
Grabstätte in St. Martin

Schon gleich nach ihrem Tod begann eine Heiligenverehrung, 1542 wurde ihre Gebeine erhoben, die sich seit 1622 in einem Schrein befinden. Ihre letzte Ruhestätte fand sie in der Martinskirche zu Lüttich, hier befinden sich bis heute auch ihre Reliquien. Weitere Reliquien werden in Gent und Antwerpen aufbewahrt. Papst Leo XIII. (1878–1903) sprach sie am 1. Mai 1902 selig. Ihr liturgischer Gedenktag ist der 4. Juni, ihr Gedenktag in Lüttich wird am 14. März gefeiert. 